# CJQQ-FM
CJQQ är en kanadensisk radiostation. Stationen är baserad i Timmins i Ontario och sänder på FM-bandet 92.1. Stationen grundades 1948 som CKGB-FM för att parallellsända AM-bandets CBC Trans-Canada Network i FM-bandet.
Stationen har genomgått flera namnbyten och ägarbyten genom åren. Det nuvarande namnet kom till 1992. 2002 förvärvades stationen av den nuvarande ägaren, den Kanadensiska medie- och telekomjätten Rogers Communication.